# Fronteira Mali–Níger
A fronteira entre o Mali e o Níger é uma linha de 821 km de extensão, sentido norte-sul depois oeste, que separa o oeste do Níger  do extremo leste do Mali. A linha divisória passa pelo Vale de Azaouak (Mali, Níger) e se estende entre duas tríplices fronteiras:
- no sudoeste - Níger-Mali-nordeste de Burkina Faso, segundo pelo Vallée de l'Ahzar
- no nordeste - Níger-Mali-sul da Argélia

Separa as regiões leste malianas de Gao e Kidal das regiões nigerinas de Agadez, Tahoua e Tillabéri do oeste do país:  
Ambas as nações da África Ocidental foram colônias francesas desde o século XIX e obitiveram ambas a independência em 1960, quando a fronteira foi oficializada.